# Estación de Tomelloso
Tomelloso fue una estación de ferrocarril situada en el municipio español de Tomelloso, en la provincia de Ciudad Real. Las instalaciones estuvieron en servicio entre 1914 y 1985, siendo la estación terminal de la línea Cinco Casas-Tomelloso. En la actualidad se conserva el antiguo edificio de viajeros.

## Historia
En 1914 se inauguró la pequeña línea Cinco Casas-Tomelloso, cuyas obras habían iniciado en 1912. Aunque la propiedad de las infraestructuras era de la Compañía del Ferrocarril de Argamasilla a Tomelloso, inicialmente la explotación corrió a cargo de la compañía MZA. En Tomelloso se habilitó una estación terminal. Las instalaciones disponían de un edificio de viajeros, de un muelle-almacén de mercancías y de varias vías de apartadero destinadas para los trenes de mercancías. En 1941, con la nacionalización de todo el ferrocarril de ancho ibérico, las instalaciones se integraron en RENFE.
Durante las décadas de 1940 y 1950 la estación tuvo una gran actividad, tanto de mercancías como de pasajeros. Sin embargo, durante sus últimos años atravesó una fuerte decadencia, en buena medida debido a la competencia del transporte por carretera. En enero de 1985 fue clausurada la línea Cinco Casas-Tomelloso, lo que supuso el cierre de la estación. Las vías fueron levantadas en 1995, mientras que el antiguo complejo ferroviario fue rehabilitado.